# Sääkspää
Sääkspää är en sjö i kommunen Urais i landskapet Mellersta Finland i Finland. Sjön ligger 162,9 meter över havet. Den är 5,7 meter djup. Arean är 1,6 kvadratkilometer och strandlinjen är 14,25 kilometer lång. Sjön  ingår i Kymmene älvs huvudavrinningsområde.   Den ligger omkring 31 kilometer nordväst om Jyväskylä och omkring 260 kilometer norr om Helsingfors. 
I sjön finns öarna Pääsaari, Heinäsaari och Matosaari. 